# Джек Гарлоу
Дже́кман Томас Га́рлоу, професійно знаний як Джек Га́рлоу (англ. Jack Harlow; 13 березня 1998 , Луїсвілл, Джефферсон, Кентуккі, США ) ― американський репер. Уклав угоду з лейблом «Дженерейшен нау» (англ. Generation Now), що перебуває під керівництвом «Атлантик рекордз». Гарлоу є співзасновником власного музичного колективу «Прайват ґарден» (англ. Private Garden, укр. Особистий сад). Його перший великий прорив відбувся з випуском його синглу «Whats Poppin» (укр. Шо ви там) 2020 року, який досяг восьмого місця в американському гітпараді Billboard Hot 100. Його дебютний альбом «Thats What They All Say» (укр. Це те, що всі вони говорять) вийшов 11 грудня 2020 року і посів п'яту сходинку у «Білборд 200».